# 1471
- рік темного металевого зайця за Шістдесятирічним циклом китайського календаря.

Пізнє Середньовіччя •  Відродження •  Реконкіста •  Ганза •  Ацтецький потрійний союз •  Імперія інків

## Геополітична ситуація
Османську державу очолює Мехмед II Фатіх (до 1481). Імператором Священної Римської імперії є Фрідріх III. У Франції королює Людовик XI (до 1483).
Апеннінський півострів розділений: північ належить Священній Римській імперії, середню частину займає Папська область, південь належить Неаполітанському королівству. Могутними державними утвореннями півночі є Венеційська республіка, Флорентійська республіка, Генуезька республіка та герцогство Міланське.
Майже весь Піренейський півострів займають християнські Кастилія і Леон, де править Енріке IV (до 1474), Арагонське королівство на чолі з Хуаном II (до 1479) та Португалія, де королює Афонсо V (до 1481). Під владою маврів залишилися тільки землі на самому півдні.
Едуард IV є королем Англії (до 1483), королем Данії та Норвегії — Кристіан I (до 1481), Швецію очолює регент Стен Стуре Старший (до 1497). Королем Угорщини є Матвій Корвін (до 1490), а Богемії — Владислав II Ягелончик. У Польщі королює, а у Великому князівстві Литовському княжить Казимир IV Ягеллончик (до 1492).
Частина руських земель перебуває під владою Золотої Орди. Галичина входить до складу Польщі. Волинь належить Великому князівству Литовському. Московське князівство очолює Іван III Васильович (до 1505).
На заході євразійських степів від Золотої Орди відокремилися Казанське ханство, Кримське ханство, Ногайська орда. У Єгипті панують мамлюки. У Китаї править династія Мін. Значними державами Індостану є Делійський султанат, Бахмані, Віджаянагара. В Японії триває період Муроматі.
У Долині Мехіко править Ацтецький потрійний союз на чолі з Ашаякатлем (до 1481). Цивілізація мая переживає посткласичний період. В Імперії інків править Тупак Юпанкі (до 1493).

## Події
- Литва ліквідувала Київське князівство та перетворила його на воєводство, яке поділили на Овруцький, Київський, Житомирський та інші повіти.
- Сили Московського князівства здобули значну перемогу над військом Новгорода на річці Шелонь.
- Розпочався понтифікат Сікста IV.
- Королем Богемії проголошено Владислава II Ягелончика, сина короля Польщі.
- Король Англії з династії Йорків Едуард IV вернувся в Англію. Спочатку його війська здобули перемогу над ланкастерами під Барнетом. У цій битві загинув «творець королів» Річард Невілл, граф Ворік. Потім Йорки виграли битву під Тьюксбері. Король Генріх VI з династії Ланкастерів загинув, і Едуард IV вернув собі трон.
- У битві при Брункеберзі сили шведського регента Стена Стуре Старшого та шведське ополчення здобули перемогу над військами данського короля Кристіана I.
- 14 квітня. Католицька Пасха.
  - Італія. Борсо д'Есте отримав титул герцога Феррарського від папи Павла ІІ і став васалом Святого Престолу.
  - Англія. Битва під Барнетом, в якій Йорки перемогли Ланкастерів.
- 24 серпня — португальці завоювали Асілу.
- Португальці захопили Танжер.
- Португальські мореплавці вперше перетнули екватор.
- Державу інків очолив Тупак Юпанкі.

## Народились
- 21 травня — Альбрехт Дюрер, німецький живописець, рисувальник, гравер, теоретик мистецтва.